# Walthamstow (circonscription britannique)
Circonscription parlementaire de la Chambre des communes
La circonscription de Walthamstow est une circonscription électorale anglaise située dans le Grand Londres, et représentée à la Chambre des communes du Parlement britannique depuis 2010 par Stella Creasy du Parti travailliste.

## Géographie
La circonscription comprend :
- La partie centre-ouest du borough londonien de Waltham Forest
- La ville de Walthamstow
- Les quartiers de Higham Hill et Upper Walthamstow

## Députés
Les Members of Parliament (MPs) de la circonscription sont :
1885-1918
| Législature                                                                       | Années    | Député                   | Député            | Parti        |
| --------------------------------------------------------------------------------- | --------- | ------------------------ | ----------------- | ------------ |
| Walthamstow issue de South Essex                                                  |           |                          |                   |              |
| 23e                                                                               | 1885–1886 |                          | Edward Buxton     | Libéral      |
| 24e                                                                               | 1886–1892 |                          | William Makins    | Conservateur |
| 25e                                                                               | 1892–1895 | Edmund Widdrington Byrne |                   | Conservateur |
| 26e                                                                               | 1895–1897 | Edmund Widdrington Byrne |                   | Conservateur |
| 26e                                                                               | 1897-1900 |                          | Sam Woods         | Libéral      |
| 27e                                                                               | 1900–1906 |                          | David John Morgan | Conservateur |
| 28e                                                                               | 1906–1910 |                          | John Simon        | Libéral      |
| 29e                                                                               | 1910–1910 |                          | John Simon        | Libéral      |
| 30e                                                                               | 1910–1918 |                          | John Simon        | Libéral      |
| Recréée de Walthamstow East, Walthamstow West, Leyton East, Leyton West et Epping |           |                          |                   |              |

1974-Présent
| Législature                                     | Années       | Député        | Député         | Parti        |
| ----------------------------------------------- | ------------ | ------------- | -------------- | ------------ |
| Recréée de Walthamstow East et Walthamstow West |              |               |                |              |
| 46e                                             | 1974–1974    |               | Eric Deakins   | Travailliste |
| 47e                                             | 1974–1979    |               | Eric Deakins   | Travailliste |
| 48e                                             | 1979–1981    |               | Eric Deakins   | Travailliste |
| 49e                                             | 1983–1987    |               | Eric Deakins   | Travailliste |
| 50e                                             | 1987–1992    |               | Hugo Summerson | Conservateur |
| 51e                                             | 1992–1997    |               | Neil Gerrard   | Travailliste |
| 52e                                             | 1997–2001    |               | Neil Gerrard   | Travailliste |
| 53e                                             | 2001–2005    |               | Neil Gerrard   | Travailliste |
| 54e                                             | 2005–2010    |               | Neil Gerrard   | Travailliste |
| 55e                                             | 2010–2015    | Stella Creasy |                | Travailliste |
| 56e                                             | 2015–2017    | Stella Creasy |                | Travailliste |
| 57e                                             | 2017–2019    | Stella Creasy |                | Travailliste |
| 58e                                             | 2019–Présent | Stella Creasy |                | Travailliste |

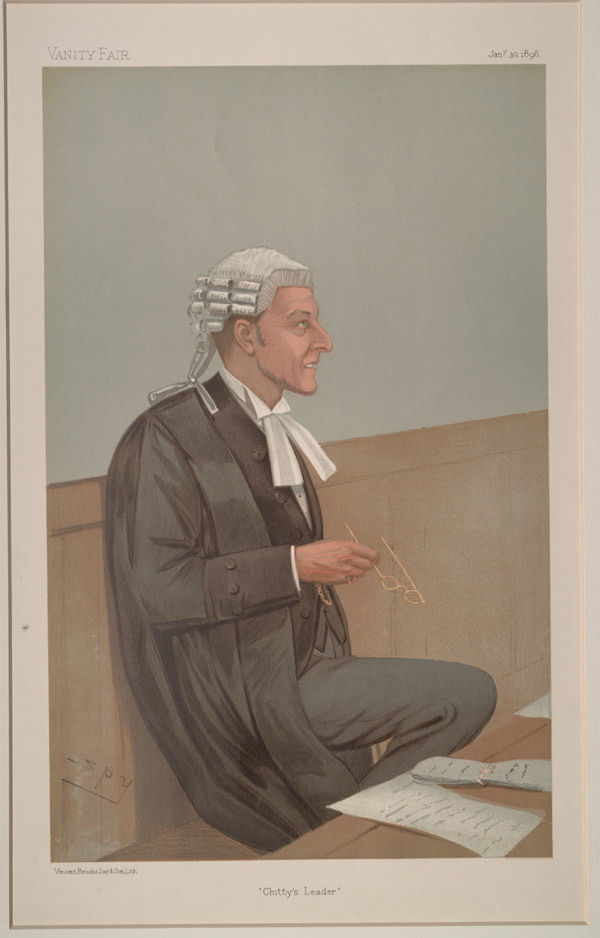
Edmund Widdrington Byrne (1892-1897), par Spy (Vanity Fair)
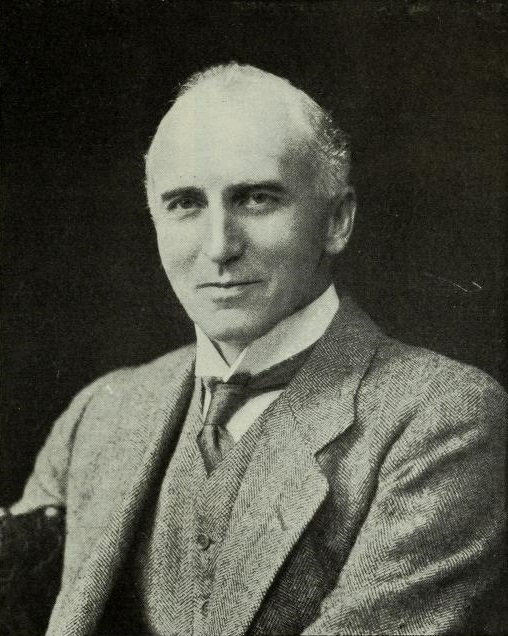
John Simon (1906-1918)
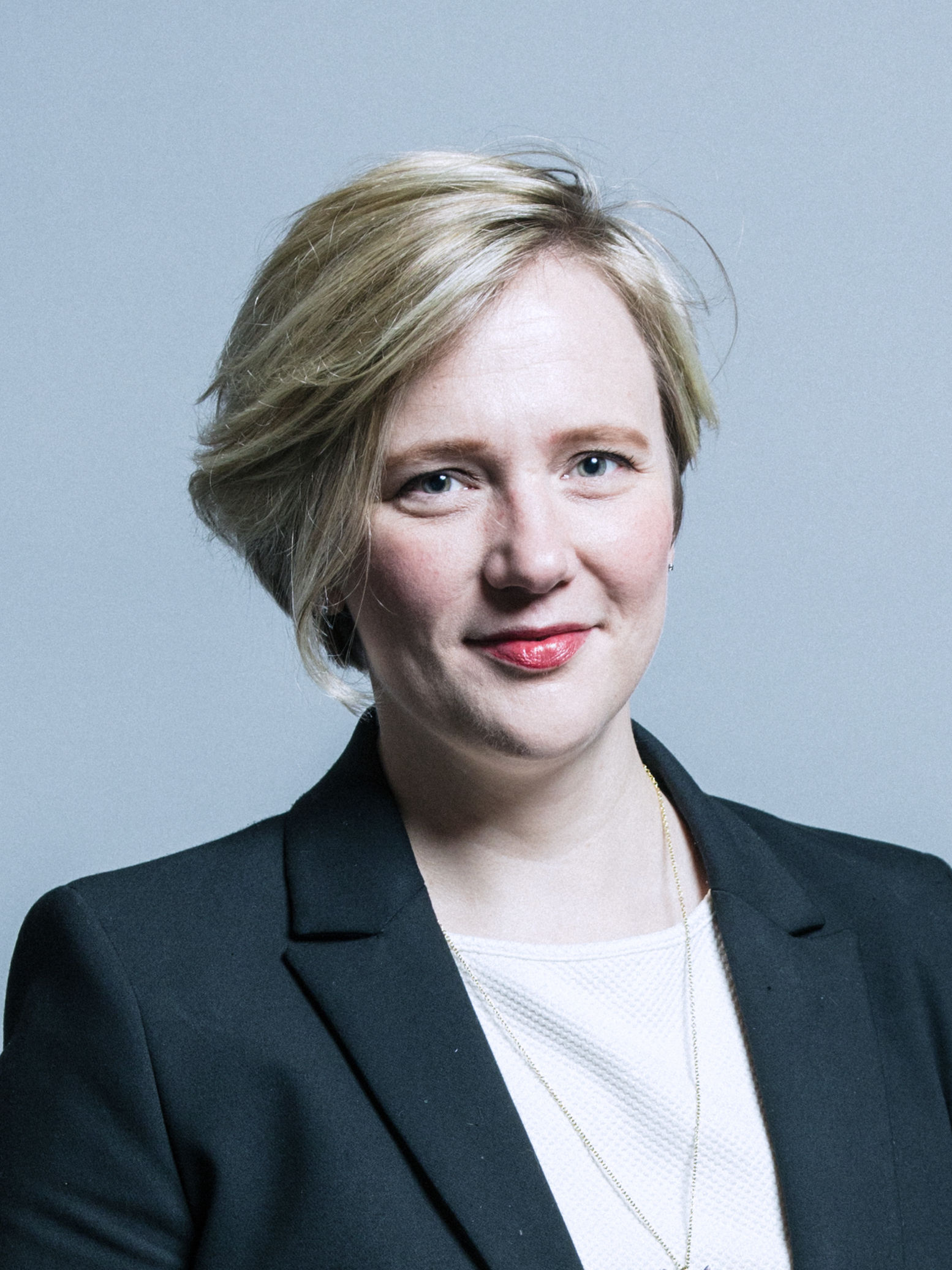
Stella Creasy (2010-Présent)